# Marcha del Orgullo LGBT de Lisboa
La Marcha del Orgullo LGBT de Lisboa es una manifestación que se celebra de forma anual en Lisboa, Portugal, para conmemorar el Día Internacional del Orgullo LGBT y celebrar las logros alcanzados en el reconocimiento de los derechos de las poblaciones pertenecientes a la diversidad sexual. La marcha, que se realizó primera vez en junio de 2000, es la más grande de su tipo en el país y reúne cada año a decenas de miles de personas, llegando a los 25 000 participantes en 2022.
Durante la marcha, los participantes portan banderas LGBT y repiten proclamas a favor de la igualdad y en contra de la discriminación. El recorrido tradicional inicia en el Jardim do Príncipe Real, pasa por el Largo de Camões y avanza por la Rua do Alecrim hasta llegar a Ribeira das Naus,
aunque en algunas ocasiones ha tenido otros recorridos y puntos de inicio, como la Praça do Martim Moniz. Una vez en Ribeira das Naus, la marcha se convierte en un festival del orgullo.

## Historia
El primer evento en honor al Orgullo LGBT en Lisboa tuvo lugar el 28 de junio de 1995, cuando activistas integrantes de la agrupación GTH-PSR se reunieron en el bar Climacz para realizar una celebración por el Día Internacional del Orgullo LGBT, hecho que fue cubierto por la prensa. En 1997, se realizó la primera fiesta Arraial Pride, que marcó un hito por llevar por primera vez la celebración del orgullo LGBT a las calles de Lisboa y que desde entonces se convirtió en un evento anual masivo.
La Marcha del Orgullo LGBT de Lisboa se realizó por primera vez el 28 de junio de 2000. Entre los coordinadores del evento estuvo la activista Fabíola Cardoso, quien años después se convertiría en diputada por el Bloque de Izquierda y quien al final de la marcha leyó un manifiesto a favor de la visibilidad de las personas LGBT preparado por las agrupaciones organizadoras.

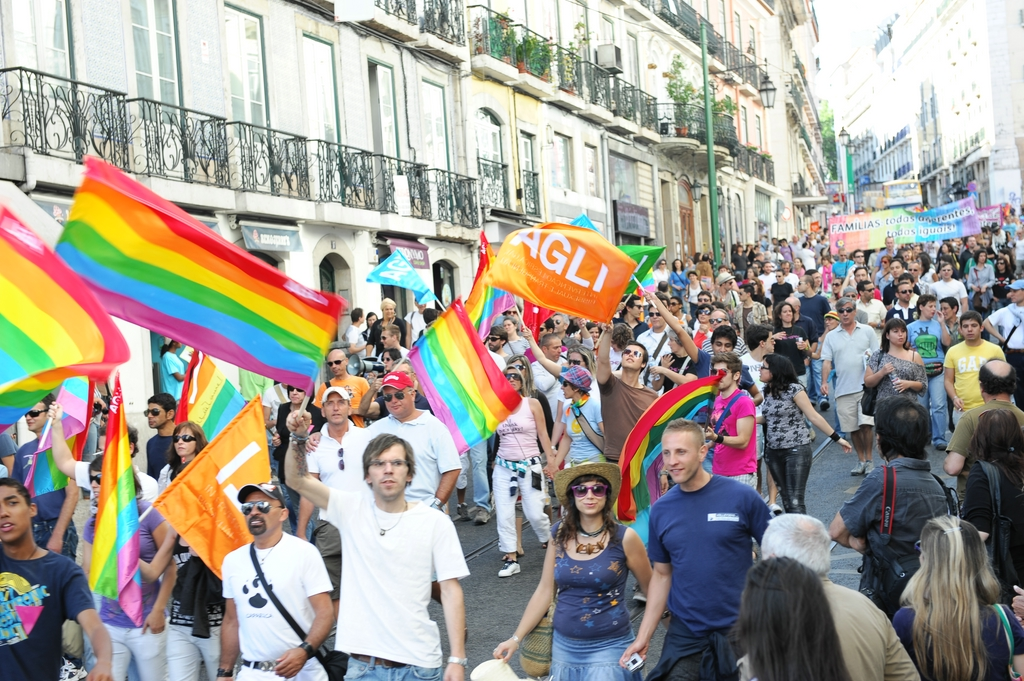
Participantes de la Marcha del Orgullo LGBT de Lisboa de 2010.

Con el pasar de los años, la marcha fue aumentando su concurrencia de forma considerable. La edición de 2002 contó con 1500 personas, mientras que para 2010 la cifra había alcanzado las cinco mil. Para la edición de 2017, la marcha tuvo alrededor de 10 000 asistentes.
En 2019, la Asamblea Municipal de Lisboa aprobó una resolución en honor a la vigésima edición de la marcha, en la que felicitó a los organizadores y asistentes de la misma y condenó la violencia y la homofobia.
La marcha fue cancelada en 2020 debido a la pandemia de COVID-19. Como forma de apoyo, parte de los recursos que iban a ser destinados a la edición de 2020 fueron utilizados para crear una red de ayuda para personas LGBT que necesitaran medicamentos, alimentos o albergue, así como para refugiados, trabajadoras sexuales y gitanos. Al año siguiente, se anunció que la marcha volvería a realizarse y se escogió como fecha el 19 de junio de 2021. Para evitar contagios de COVID-19, se anunciaron medidas de bioseguridad como uso de mascarillas y un distanciamiento de dos metros entre participantes. Sin embargo, finalmente se decidió volver a cancelar la marcha por recomendación de las autoridades.

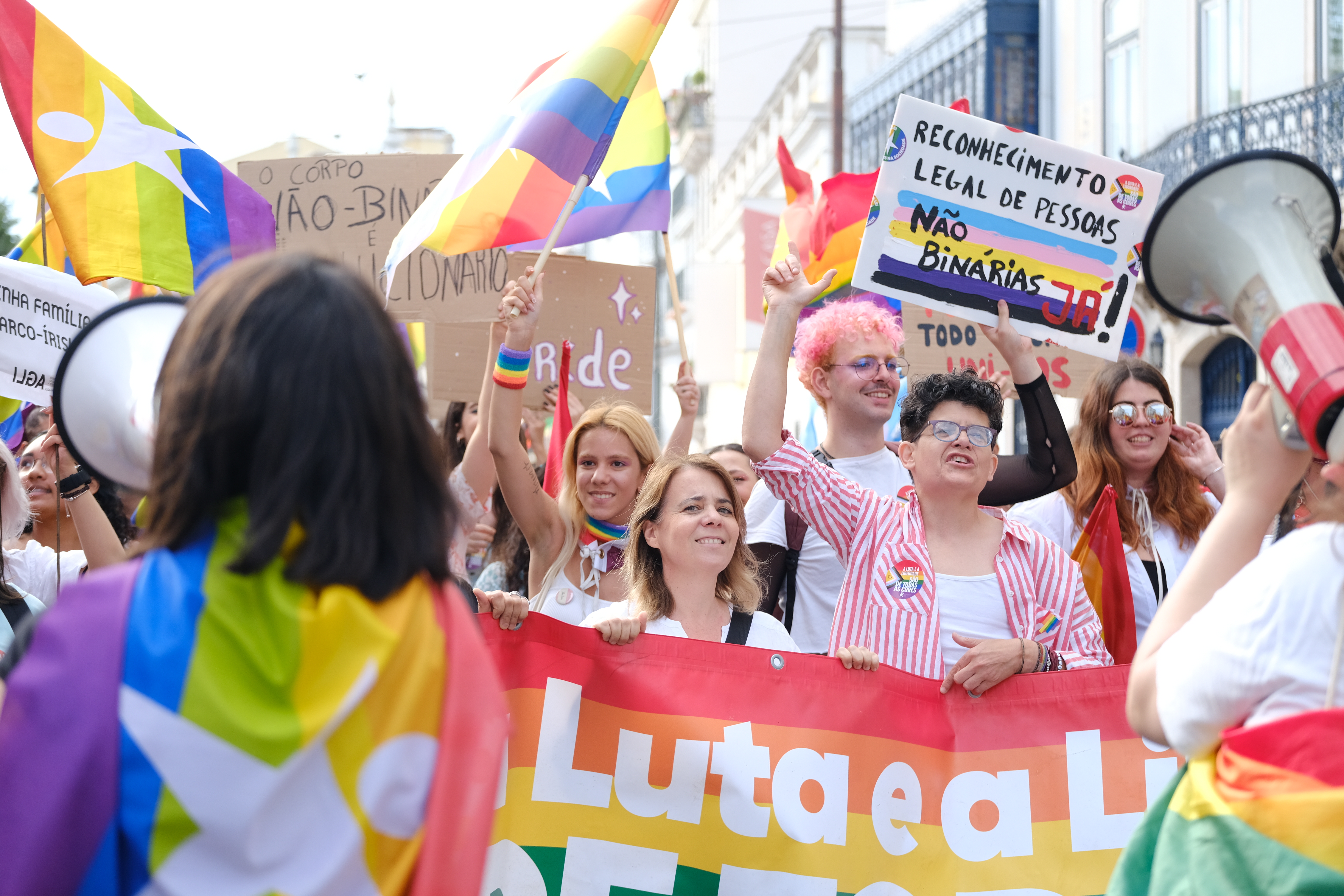
Participantes de la edición de 2022.

La marcha volvió a realizarse en 2022 y alcanzó una asistencia de 25 000 personas. Al año siguiente, el evento cambió de punto inicial y comenzó en el Jardim do Príncipe Real, con la finalidad de dar más facilidades a las personas en silla de ruedas. El final de la marcha, como en años anteriores, fue en Ribeira das Naus.